# 別申科維奇

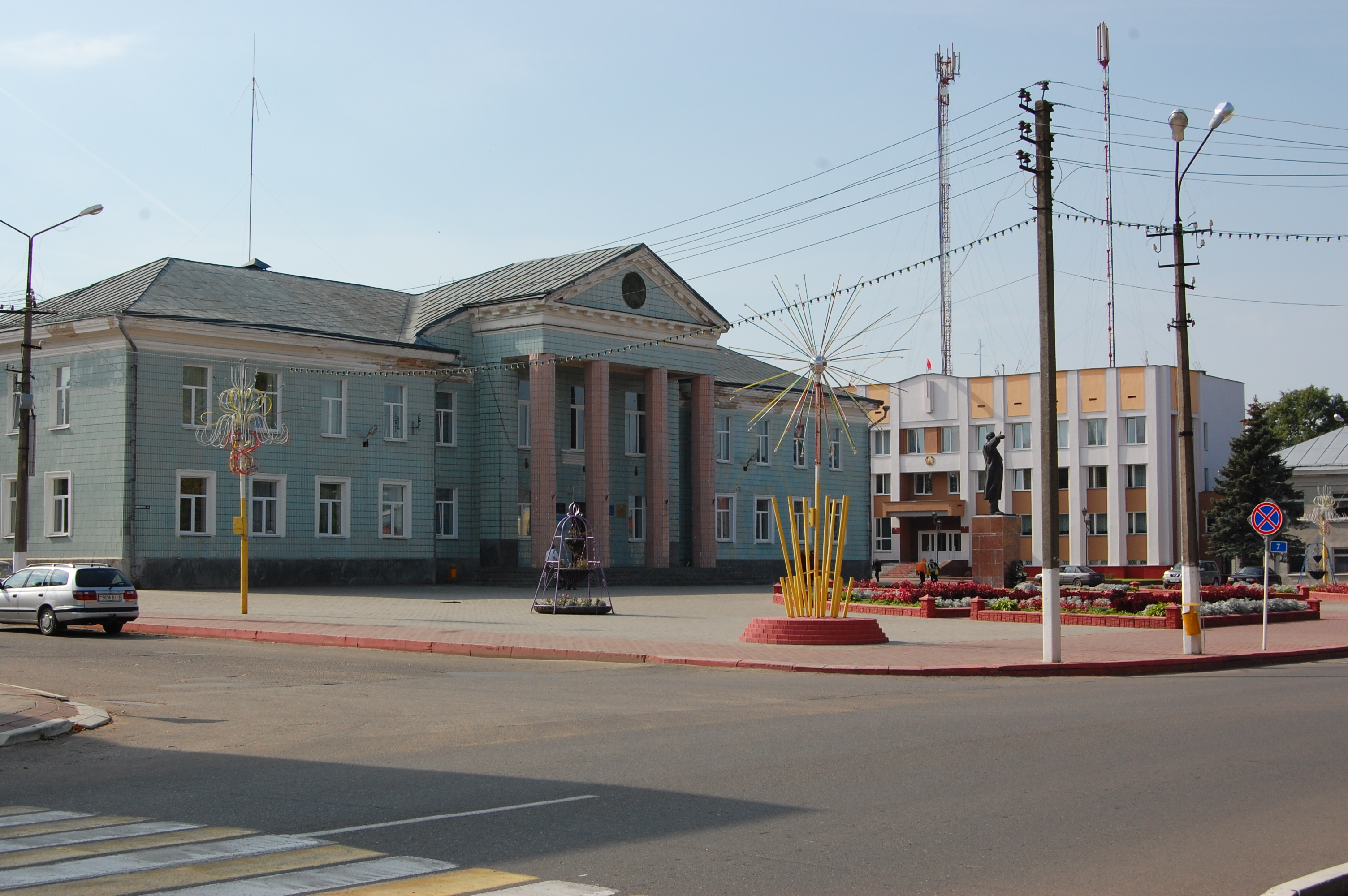
別申科維奇

別申科維奇是白俄罗斯维捷布斯克州的一个市級鎮，也是別申科維奇區的行政中心，它位於道加瓦河沿岸以及奥尔沙和列佩利之间的铁路线上。 

## 历史
16世纪初，別申科維奇是立陶宛大公国的一部分。
1772年第一次瓜分波兰后，別申科維奇成為入俄罗斯帝国的一部分。
當地一度是犹太人的聚居地，猶太百科全書表示，當地五分之四的居民是犹太人，而且還有很多手工藝人。  當地還有一座猶太會堂。
1939年，當地有1,119名犹太人，占當地总人口的26.3%。 苏德战争爆發後，納粹德國一度佔領別申科維奇，並將當地的猶太人屠殺殆盡。 1944年6月25日，波羅的海沿岸第1方面軍收复了別申科維奇。